# Catàleg d'estrelles PPM
El Catàleg d'Estrelles PPM és el successor del Catàleg SAO. Conté les posicions precises i el moviment propi de 378.910 estrelles en el cel complet segons el sistema de coordenades J2000/FK5. Està dissenyat per representar de la manera més fidel possible el sistema de coordenades de la UAI (1976) del cel, tal com es defineix en el catàleg d'estrelles FK5. Per tant, el MPP és una extensió del sistema FK5 amb major densitat d'estrelles i de magnitud més feble.

## Descripció
El PPM es pot considerar una substitució de dos catàlegs anteriors astromètrics que serveixen per un propòsit similar: l'AGK3 i el Catàleg SAO. En contrast amb el PPM, aquests antics es basen en el catàleg (1), ara obsolet FK4 de posicions i moviment propi, i (2) només dues mesures de posició per estrella.
Si bé el catàleg SAO és més o menys complet a V = 9, amb 4.503 estrelles més febles que V = 10, el catàleg PPM és força complet a V = 9,5, amb 102.672 estrelles més febles que V = 10 i 22.395 estrelles més febles que V = 11. Llaçat després de la PPM original, la llista complementària PPM es destina al fet que el PPM sigui complet fins a la magnitud V = 7,5. Per a les magnituds més febles, la llista de la documentació complementària estableix que,
... de les 20.000 estrelles potser entre V=7,5 i V = 8,5 només en manquen uns pocs centenars al PPM. Per tant, la combinació de PPM pot ser considerada com a pràcticament completa, almenys, fins a V = 8,5. En magnituds fotogràfiques això correspon a aproximadament a la magnitud 9.
Les dades contingudes en el catàleg es poden descarregar de la NASA (i altres llocs). Els quatre arxius del catàleg són PPM Nord, PPM Sud, Suplent al PPM d'Estrelles Lluminoses, i El Suplement del Catàleg PPM de 90000 Estrelles.